# Institutleder
En institutleder er den øverste leder af et universitetsinstitut.
Institutlederen varetager instituttets daglige ledelse, herunder planlægning og fordeling af arbejdsopgaver. Institutlederen skal være anerkendt forsker og skal have undervisningserfaring. Institutlederen sikrer kvalitet og sammenhæng i instituttets forskning og undervisning og skal med inddragelse af studienævn og studieleder følge op på evaluering af uddannelse og undervisning.